# Lojasiewicz-Ungleichung
Die Łojasiewicz-Ungleichung (in deutschsprachiger Literatur meist: Lojasiewicz-Ungleichung; nach Stanisław Łojasiewicz) ist eine Ungleichung der mathematischen Analysis, die vor allem in der reellen algebraischen Geometrie Anwendung findet.
Anschaulich besagt sie, dass für eine analytische Funktion {\displaystyle f} der Abstand eines Punktes {\displaystyle x} von der Nullstellenmenge {\displaystyle f^{-1}(0)} der Funktion {\displaystyle f} in Abhängigkeit vom Funktionswert {\displaystyle f(x)} in diesem Punkt abgeschätzt werden kann. Diese Interpretation ist allerdings mit Vorsicht zu betrachten, weil die in der Ungleichung vorkommenden Konstanten von der Funktion {\displaystyle f} abhängen und es je nach Wahl einer Funktion {\displaystyle f} natürlich auch in größerer Entfernung von der Nullstellenmenge kleine Funktionswerte geben kann.

## Allgemeine Formulierung
Sei {\displaystyle K\subset \mathbb {R} ^{n}} kompakt und seien {\displaystyle f,g\colon K\to \mathbb {R} } (auf einer offenen Umgebung von {\displaystyle K} definierte) analytische Funktionen mit {\displaystyle f^{-1}(0)\subset g^{-1}(0)}. Dann gibt es Konstanten {\displaystyle c,\alpha >0}, so dass für alle {\displaystyle x\in K} die Ungleichung
{\displaystyle |f(x)|\geq c|g(x)|^{\alpha }}
gilt.

## Abstand zur Nullstellenmenge
Die allgemeine Formulierung lässt sich insbesondere auf {\displaystyle g(x)=d(x,f^{-1}(0))} anwenden, denn für diese Funktion ist {\displaystyle g^{-1}(0)=f^{-1}(0)}. Man erhält das folgende Korollar.
Für jede auf einer offenen Umgebung einer kompakten Menge {\displaystyle K\subset \mathbb {R} ^{n}} analytische Funktion {\displaystyle f\colon K\to \mathbb {R} } gibt es Konstanten {\displaystyle c,\alpha >0}, so dass für alle {\displaystyle x\in K} die Ungleichung
{\displaystyle |f(x)|\geq cd(x,f^{-1}(0))^{\alpha }}
gilt.